# Encefalomielite
Encefalomielite é um termo genérico para a inflamação do cérebro e da espinal medula, podendo corresponder a uma série de doenças:
- Encefalomielite disseminada aguda, uma doença desmielinizante do cérebro e da espinal medula, provavelmente espoletada por infecções virais.
- Encefalomielite disseminata, sinónimo de esclerose múltipla;
- Encefalomielite equina, um doença viral transmitida por mosquitos, potencialmente fatal, que infecta cavalos e humanos;
- Encefalomielite miálgica, síndrome que envolve a inflamação do sistema nervoso central com sintomas de dores e fadiga muscular; o termo é muitas vezes usado como sinónimo de Síndrome da fadiga crónica, embora a distinção seja ainda controversa.
- Encefalomielite autoimune experimental (EAE), um modelo animal de inflamação do cérebro.